# Ichikawa Danjūrō V
Ichikawa Danjūrō V est un nom japonais traditionnel ; le nom de famille (ou le nom d'école), Ichikawa, précède donc le prénom (ou le nom d'artiste).
Ichikawa Danjūrō V (五代目 市川 團十郎, Godaime Ichikawa Danjūrō), né en août 1741 - mort le 29 octobre 1806, aussi connu sous le nom Ichikawa Ebizō (市川 蝦蔵), est l'un des plus célèbres et populaires acteurs japonais de l'histoire du genre théâtral kabuki. Durant toute sa carrière, Danjūrō occupe quelques-uns des classements les plus élevés dans le hyōbanki, publication annuelle à Edo qui évalue acteurs et représentations. À un moment donné en 1782, il obtient même le rang de tōji-muri-hiiki (当時無理贔屓, « le favori inégalé en ces jours »).
Il est représenté dans d'innombrables estampes d'acteurs (yakusha-e) du genre ukiyo-e et contrairement à beaucoup d'acteurs spécialisés dans un type de rôle, Danjūrō excelle dans nombre de rôles, interprétant des héros, des méchants, des samouraïs, des paysans et de belles femmes avec une égale compétence. Un de ses rôles les plus célèbres est celui du héros dans Shibaraku, scène que l'on retrouve dans d'autres pièces.

## Noms
Comme la plupart des acteurs kabuki et beaucoup d'artistes de son époque, Danjūrō porte plusieurs noms. Il est le premier à être appelé Ichikawa Danjūrō et bien qu'il ne soit pas le premier à être connu sous le nom Ichikawa Ebizō, il emploie d'autres kanji que ses prédécesseurs pour écrire son nom. Membre des guildes Naritaya et Kōraiya, il peut également être désigné par ces noms (voir yagō). Parmi les autres noms qu'il utilise sur scène figurent Ichikawa Hakuen I, Matsumoto Kōshirō III, Matsumoto Kōzō, Matsumoto Umimaru et Naritaya Shichizaemon (I). Dans les cercles poétiques il emploie souvent les noms Baidō, Omegawa, Sanshō et Hakuen.

## Lignée
Il est le cinquième dans la lignée Ichikawa Danjūrō, son père, son grand-père et son arrière-grand-père étant respectivement les quatrième, deuxième et premier (son père et son grand-père sont également connus sous les noms Ebizō II et III). Il a un fils nommé Momotarō qui meurt jeune (8 ans) mais Danjūrō adopte un fils qui lui succédera sous le nom Ichikawa Danjūrō VI. Ichikawa Danjūrō VII et IX sont ses petits-fils.

## Carrière
L'acteur plus tard connu sous le nom Ichikawa Danjūrō V naît à Edo (moderne Tokyo) en août 1741 et fait sa première apparition sur scène à l'âge de quatre ans. Il interprète son premier rôle en 1754 à l'âge de treize ans dans Miura no Ōsuke Bumon no Kotobuki au Nakamura-za à Edo. Jusqu'en 1770, son nom de scène est Matsumoto Kōshirō (III).
En 1760, le Nakamura-za et l'Ichimura-za sont détruits par le feu appelé l'incendie Akashiya d'après le nom de la boutique où il s'est déclaré et qui détruit aussi une partie assez importante de la ville. Kōshirō participe à la reconstruction des deux théâtres et se produit au Ichimura-za le mois suivant. Comme tous les acteurs kabuki, Kōshirō consacre presque toute sa vie au théâtre. À 29 ans, il a déjà joué dans au moins 35 pièces et peut-être beaucoup plus. En novembre 1770, Kōshirō, âgé de 29 ans, prend part à la grande cérémonie de nomination shūmei (襲名) au Nakamura-za et prend le nom Ichikawa Danjūrō. Cette cérémonie est suivie d'une représentation de Nue no Mori Ichiyō no Mato dans laquelle Danjūrō interprète le rôle principal de Shibaraku pour la première fois. Ce rôle est presque toujours interprété par un membre de la lignée Ichikawa Danjūrō et il deviendra l'un des rôles les plus fameux de Danjūrō V.
L'année suivante, Danjūrō devient le chef zagashira (座頭) de la troupe du Morita-za et quitte le Nakamura-za où son père se produit toujours. Il y retournera en 1773 mais le quitte de nouveau l'année suivante en compagnie d'un certain nombre d'acteurs pour revenir au Morita-za. Momotarō, le fils de Danjūrō, né en 1768, meurt en 1776 à l'âge de huit ans. Danjūrō commence à se produire au Ichimura-za, délaissant de nouveau le Morita-za. Au cours de cette période, selon le livre Yakusha Sensakuron (役者詮索論, , « Indiscrétions sur les acteurs »), il réside dans la ville de Sakai du district de Sumiyoshi et gagne 800 ryō par an.
Août 1778 marque un autre événement majeur dans la vie de Danjūrō et dans le monde du kabuki en général. En raison de l'influence croissante de Danjūrō parmi les clients et dans d'autres éléments du monde kabuki, des inimitiés se sont créées parmi un certain nombre d'autres acteurs. Accusé de détournement de fonds, Danjūrō est contraint de laisser son nom à un autre acteur, Matsumoto Koshiro IV, et d'endosser le nom Ichikawa Ebizō. Après avoir montré sa colère sur scène et accusé Matsumoto Koshiro IV et Iwai Hanshirô IV en public de comploter contre lui, Danjūrō est contraint de quitter la scène pendant un certain temps. Bien qu'il se produise trois mois plus tard au Morita-za, Danjūrō ne retourne pas au Nakamura-za avant un an, ce qu'il fait en novembre 1779 et y devient chef de troupe (zagashira). Sept ans plus tard, Kōshirō IV se joint à Danjūrō pour jouer au Kiri-za et mettre fin au différend.
Danjūrō prend formellement le nom Ebizō lors d'une cérémonie au Ichimura-za en 1791. Cependant, dans sa façon d'écrire « Ebizō », il choisit des kanji (caractères) différents de ceux utilisés par son père et son grand-père. « Ebizō » anciennement écrit 海老蔵, est à présent écrit 鰕蔵. Cinq ans plus tard, Ebizō annonce sa retraite alors qu'il a 55 ans. Il prend le nom Naritaya Shichiemon et s'installe dans une petite cabane sur la minuscule île d'Ujishima, près de Mukōjima. Le mois suivant, le hyōbanki lui attribue le rang de sanga no tsu murui-dai-shigoku-jô-jô-kichi-murui (山河の津無類大至極上々吉無類) (« Inégalé dans les trois capitales - grand - exceptionnel - supérieur - supérieur - excellent »).
Il revient sur scène peu après la mort de son fils adopté, Ichikawa Danjūrō VI en 1799, en prenant le nom Ichikawa Hakuen. Son ultime représentation, après d'innombrables productions dans une incroyable variété de rôles et beaucoup de théâtres, a lieu en mars 1802 au Kawarazaki-za. Ichikawa Hakuen meurt en octobre 1806 dans sa petite cabane de Mukōjima.
Il a eu de nombreux élèves dont Matsumoto Kōshirō IV, Ichikawa Omezō I, Ichikawa Tatsuzō I (Hanai Saizaburō IV), Ichikawa Mitsuzō (Nakamura Matsue II), Ichikawa Takizō, Ichikawa Hamazō, Ichikawa Tomiemon et Ichikawa Kosanza.

## Voir aussi

Mon de la famille Ichikawa

## Source de la traduction
- (en) Cet article est partiellement ou en totalité issu de l’article de Wikipédia en anglais intitulé « Ichikawa Danjūrō V » (voir la liste des auteurs).